# Pierrette Fleutiaux
Pierrette Fleutiaux (Guéret, 1941. október 9. – Párizs, 2019. február 27.) francia írónő.

## Művei
- Histoire de la chauve-souris, Julliard, Paris, 1975
- Histoire du gouffre et de la lunette, Julliard/Actes Sud, Paris, 1976
- Histoire du tableau, Gallimard, Paris, 1977
- La Forteresses, Julliard, Paris, 1979
- Les Étoiles à l’envers, Actes Sud, Paris
- Métamorphoses de la reine, Gallimard, Paris, 1985
- Nous sommes éternels, Gallimard, Paris, 1990
- Sauvée, Gallimard, Paris, 1993
- Allons nous être heureux, Gallimard, Paris, 1994
- Mon frère au degré X, École des loisirs, Paris, 1995
- Trini fait des vagues, Gallimard, Paris, 1997
- La Maison des voyages (Alain Wagneur-ral), Gallimard, Page Blanche, 1997
- Trini à l’île de Pâques, Gallimard, Paris, 1999
- L’Expédition, Gallimard, Paris, 1999
- Des phrases courtes, ma chérie, Actes Sud, Arles, 2001, 2003
- Le Cheval Flamme, Calmann-Levy and RMN, Paris
- Les Amants imparfaits, Actes Sud, Arles, 2005
- Les Étoiles à l'envers, New York photoroman, photographs of JS Cartier, Actes Sud, 2006
- L’Os d'Aurochs, illustrations Christine Guinamand, Éditions du Chemin de fer, 2007
- La Saison de mon contentement, Actes Sud, Arles, 2008
- Bonjour, Anne: Chronique d'une amitié, Actes Sud, Arles, 2010
- Loli le temps venu, Odile Jacob, 2013

## Díjai, elismerései
- Femina-díj (1990)